# Antonio Méndez Rubio
Antonio Méndez Rubio (Fuente del Arco, Badajoz, 18 de septiembre de 1967) es poeta y ensayista español. Reside en Valencia, en cuya Universidad es profesor de Teorías de la Comunicación, Comunicación y Estudios Culturales y Comunicación Musical. Partícipe en diversos colectivos de acción cultural y sociopolítica, como CGT, el Foro Social de las Artes o la Unión de Escritores del País Valenciano entre otros. Finalista del Premio Hiperión de Poesía en 1995 y Premio Ojo Crítico de Radio Nacional de España en 2005, se destaca su participación en antologías de la poesía española actual como Feroces, Cambio de siglo, Once poetas críticos, Las moradas del verbo o Disidentes. Sus poemarios del decenio 1995-2005 quedaron recogidos en Todo en el aire (Mérida, Editora Regional de Extremadura, 2008). Los poemarios del período siguiente (2002 - 2008) se recogen en Nada y menos (Cáceres, Ediciones Liliputienses, 2015). En el año 2012 la editorial Espacio Hudson publicó en Argentina Ultimátum: Poemas 1991-2011. Sus selecciones poéticas más recientes son Hacia lo violento (2021) e Historia del limbo (2024).

## Estilo e ideología
Su escritura poética busca traspasar los prejuicios con que se define la realidad y la subjetividad. Evita centrarse en la expresión del Yo para investigar en la materia de las palabras y la sintaxis, al tiempo que rechaza la conformidad con lo establecido y normalizado por las corrientes poéticas dominantes en la poesía española de los 80 y 90 (poesía de la experiencia). Frente a la precariedad, la injusticia y el dolor, Méndez Rubio trata de construir con su obra la posibilidad de una poética desconcertante, frágil, siempre en construcción. Poesía y pensamiento crítico van inseparablemente unidas en su trabajo, desde El fin del mundo o Por más señas hasta los más recientes Razón de más, Siempre y cuando o Historia del cielo. En relación pero también en contraste con la llamada "poesía de la conciencia crítica", algunos críticos contemporáneos, como J. Montero, M. Rico, M. Casado o Ángel Luis Prieto de Paula, sitúan su poética en proximidad con una renovada herencia vanguardista que considera nuclear la cuestión del lenguaje y procura no reducir lo real a una sucesión de hechos previamente existentes, ya dados y cerrados. El propio autor afirma: 

La realidad no es aquí sólo ni fundamentalmente una especie de a priori que el lenguaje debe aspirar a fotografiar sino, más bien, un mundo percibido y construido, inseparable de los efectos de sentido que el lenguaje proyecta.
 Antonio Méndez Rubio

Y al decir de Prieto de Paula:

La poesía de Antonio Méndez Rubio  se sitúa, al cabo, allí donde los designios colectivos, negadores del ensimismamiento narcisista del sujeto, sólo pueden ser mantenidos mediante un proceso de depuración lingüística y despojamiento de trampantojos sensoriales y bullanguería mundana. Ése es el lugar del tabernáculo de la realidad y del tabernáculo del lenguaje: dos zonas que coinciden en el interior íntimo de un proyecto de vida y escritura, confundidas ambas en un mismo propósito de redención.
Prieto de Paula

Desde esa perspectiva en que la realidad se constituye no por hechos, sino a través de efectos de sentido que el lenguaje proyecta, la obra de Antonio Méndez Rubio tiende a deconstruir el discurso para abrir nuevas posibilidades a lo real. La obra de Antonio Méndez Rubio se opone pues a determinadas formas de realismo que consideran central la existencia de un mundo material y de las relaciones que en él se dan:

Cuando sea posible entender el pensamiento crítico más allá de la actitud judicial o del prejuicio dogmático, entonces tal vez no sea una quimera encontrar un camino transitable, compartido, entre los defensores del arte por el arte y quienes siguen cerrados a todo lo que no sea hacer del discurso poético una forma más de la contrapropaganda. (...)En la práctica, más que de forma es necesario hablar de formas, y prestar atención y capacidad de escucha a los resortes específicos que constituyen el mecanismo motor de propuestas específicas de escritura. Además, parece razonable afirmar que esas diferencias y peculiaridades, no obstante, están en deuda con grandes matrices operativas que se encaminan a su vez en direcciones diversas pero que admiten ser pensadas como tales matrices. Me refiero por ejemplo a la fragmentación del discurso, cuya función se articula sintomáticamente con una experiencia de lo real en quiebra, en proceso de composición y apertura crítica.
Antonio Méndez Rubio

Como ensayista, desde libros como Encrucijadas, Poesía y Poder (en colaboración con Alicia Bajo Cero), La apuesta invisible, La destrucción de la forma o La desaparición del exterior, analiza los dispositivos con que el poder dominante, tanto en lo poético como en lo político y lo cultural, reproduce formas de control y asfixia social, que desembocan de manera capilar en un nuevo "fascismo de baja intensidad". Explora las relaciones entre el mundo real y el mundo cultural, la cohabitación de intereses entre los Mass media y los poderes fácticos, así como las tácticas de resistencia subalterna que se dan en movimientos sociales, prácticas de vanguardia y subculturas críticas como el hip-hop.

## Obra

### Poesía
- El fin del mundo. Madrid, Hiperión, 1995.
- Un lugar que no existe. Barcelona, Icaria, 1998.
- Trasluz. Madrid, Calambur, 2002.
- Por más señas. Barcelona, DVD, 2005.
- Historia del daño (Selección poética 1990-2005). Valencia, Germanía, 2006.
- Para no ver el fondo. Tenerife, Ediciones Idea, 2007.
- Razón de más. Tarragona, Igitur, 2008.
- ¿Ni en el cielo?. Valencia, Editorial Azotes Caligráficos, 2008. Edición manuscrita con grabados de Javier Fernández de Molina; Logroño, Ediciones 4 de agosto de 2011).
- Extra. Madrid, Biblioteca Nueva, 2010.
- Cuerpo a cuerpo. Tenerife, Baile del Sol, 2010.
- Siempre y cuando. Madrid, Abada Editores, 2011.
- Historia del cielo (Antología poética 2005-2011). Madrid, Amargord, 2012.
- Va verdad. Madrid/México, Vaso Roto, 2013.
- Abriendo grietas (Poemas de, desde, hacia la utopía. Antología). Madrid, Amargord, 2017.
- Por nada del mundo. Madrid/México, Vaso Roto, 2017.
- Hacia lo violento (Selección poética 2007-2017). Madrid, Huerga y Fierro, 2021.
- Tanto es así. Madrid/México, Vaso Roto, 2022.
- Historia del limbo (Antología). Zaragoza, Nautilus, 2024.
- CLIC seguido de excepto. Zaragoza, Olifante, 2024.

### Ensayos sobre poética y sociedad
- Poesía y utopía. Valencia, Episteme, 1999.
- Poesía sin mundo: Escritos sobre poética y sociedad 1993-2003. Mérida, Editora Regional de Extremadura, 2004.
- La destrucción de la forma (y otros escritos sobre poesía y conflicto). Madrid, Biblioteca Nueva, 2008.
- Ullanesca. Madrid, Del Centro Editores, 2012.
- Abierto por obras: Ensayos sobre poética y crisis. Madrid, libros de la resistencia, 2016.
- Teoría de los umbrales (Lecturas de poesía). Valencia, La Documental, 2022.
- La fiesta del miedo (Poesía, arte y psicoanálisis. Diálogos con Antonio Méndez Rubio. A. Cubero (ed.). Albacete, Chamán Ediciones, 2022.
- Torno. Conversaciones con Antonio Méndez Rubio (Poética y políticas del encuentro). P. Aros Legrand. Madrid, Varasek, 2023.

### Ensayos sobre crítica cultural
- Encrucijadas: Elementos de crítica de la cultura. Madrid, Cátedra, 1997.
- La apuesta invisible: Cultura, globalización y crítica social. Barcelona, Montesinos, 2003.
- Perspectivas sobre comunicación y sociedad. Valencia, Universitat de València, 2004. 2.ª Ed. 2008.
- La desaparición del exterior: Cultura, crisis y fascismo de baja intensidad. Zaragoza, Eclipsados, 2012.
- (FBI) Fascismo de baja intensidad. Santander, La Vorágine, 2015.
- Comunicación, cultura y crisis social. Temuco, Universidad de La Frontera, 2015.
- Comunicación musical y cultura popular. Valencia, Tirant lo Blanch, 2016.
- ¡Suban a bordo! Introducción al fascismo de baja intensidad. Madrid, Grupo 5, 2017.
- Abordajes (Sobre comunicación y cultura). Temuco, Universidad de La Frontera, 2019.
- (FBI)2 Fascismo de baja intensidad. Santander, La Vorágine, 2020.
- La escucha actual. Madrid, Cátedra, 2022.

## Enlaces
- Antonio Méndez Rubio en la Biblioteca Virtual Miguel de Cervantes

- Datos: Q5699182